# Simniinae
Simniinae is een onderfamilie van weekdieren uit de klasse van de Gastropoda (slakken).

## Geslachten
- Contrasimnia Lorenz & Fehse, 2009
- Cymbovula Cate, 1973
- Cyphoma Röding, 1798
- Dissona Cate, 1973
- Naviculavolva Lorenz & Fehse, 2009
- Quasisimnia Lorenz & Fehse, 2009
- Simnia Risso, 1826
- Simnialena Cate, 1973